# Solan (vattendrag)
Solan (vitryska: Солан) är ett vattendrag i Belarus.   Det ligger i voblasten Minsks voblast, i den centrala delen av landet, 110 km söder om huvudstaden Minsk.
I omgivningarna runt Solan växer i huvudsak blandskog. Runt Solan är det glesbefolkat, med 18 invånare per kvadratkilometer.